# Ewa Smal
Ewa Smal (geb. 19. Juni 1949 in Berlin) ist eine polnische Filmeditorin.

## Leben
Smal trat seit 1974 zunächst als Regieassistentin in Erscheinung, ab 1977 wandte sie sich dem Filmschnitt zu. Seit 1986 ist sie als eigenständige Editorin tätig. ihr Schaffen umfasst mehr als 40 Produktionen.
Smal ist zweimalige Gewinnerin des Preises für den Schnitt auf dem Polnischen Filmfestival Gdynia und Gewinnerin des Polnischen Filmpreises in der Kategorie Bester Schnitt (sie wurde zudem dreimal für diesen Preis nominiert). Sie ist Mitglied der Polnischen Filmakademie und erhielt 2016 die Gloria-Artis-Medaille für kulturelle Verdienste in Bronze.

## Filmografie (Auswahl)
- 1987: Ein kurzer Film über das Töten (Krótki film o zabijaniu)
- 1988: Ein kurzer Film über die Liebe (Krótki film o miłości)
- 1988: Dekalog, Eins (Dekalog, jeden)
- 1988: Dekalog, Zwei (Dekalog, dwa)
- 1988: Dekalog, Acht (Dekalog, osiem)
- 1989: Dekalog, Zehn (Dekalog, dziesięć)
- 1990: Dekalog, Drei (Dekalog, trzy)
- 1990: Dekalog, Vier (Dekalog, cztery)
- 1990: Dekalog, Fünf (Dekalog, pięć)
- 1990: Dekalog, Sechs (Dekalog, sześć)
- 1990: Dekalog, Sieben (Dekalog, siedem)
- 1990: Dekalog, Neun (Dekalog, dziewięć)
- 1990: Hitlerjunge Salomon (Europa Europa)
- 1990: Korczak
- 1992: Enak
- 1992: Der Ring mit dem gekrönten Adler (Pierścionek z orłem w koronie)
- 1993: Samowolka
- 1995: Tato
- 1996: Dzieci i ryby
- 1997: Sara
- 1999: Ajlawju
- 2002: Der Tag eines Spinners (Dzień świra)
- 2003: Show
- 2006: Wszyscy jesteśmy Chrystusami
- 2007: Ogród Luizy
- 2011: Baby są jakieś inne

## Auszeichnungen und Nominierungen
- 1993 – Auszeichnung für den Schnitt des Films Samowolka, Polnisches Filmfestival Gdynia
- 1995 – Auszeichnung für den Schnitt des Films Tato na Festiwalu Polskich Filmów Fabularnych w Gdyni
- 2000 – Nominierung für den Polnischen Filmpreis für den Schnitt des Films Ajlawju
- 2003 – Nominierung für den Polnischen Filmpreis für den Schnitt des Films Der Tag eines Spinners
- 2007 – Polnischer Filmpreis für den Schnitt des Films Wszyscy jesteśmy Chrystusami
- 2009 – Nominierung für den Polnischen Filmpreis für den Schnitt des Films Ogród Luizy